# Eduard van Hoeswinckel
Eduard van Hoeswinckel (? - 1583) was een Zuid-Nederlands graveur en kunstschilder. Hij was tevens de schoonvader van Jan de Momper.

## Werken
Werken van hem hangen in de Vaticaanse Bibliotheek en in de Fürstlich Waldecksche Hofbibliothek te Arolsen.

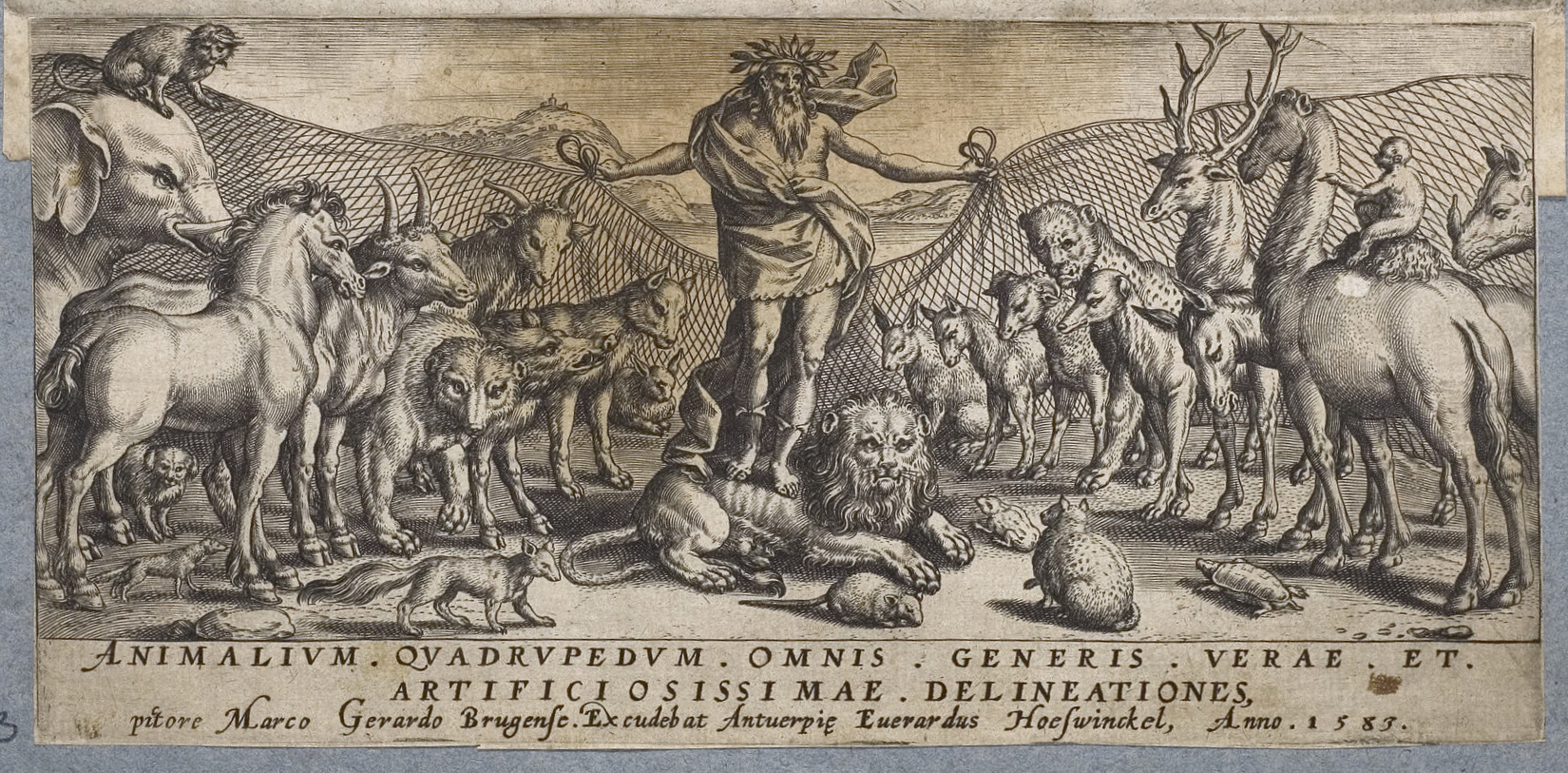
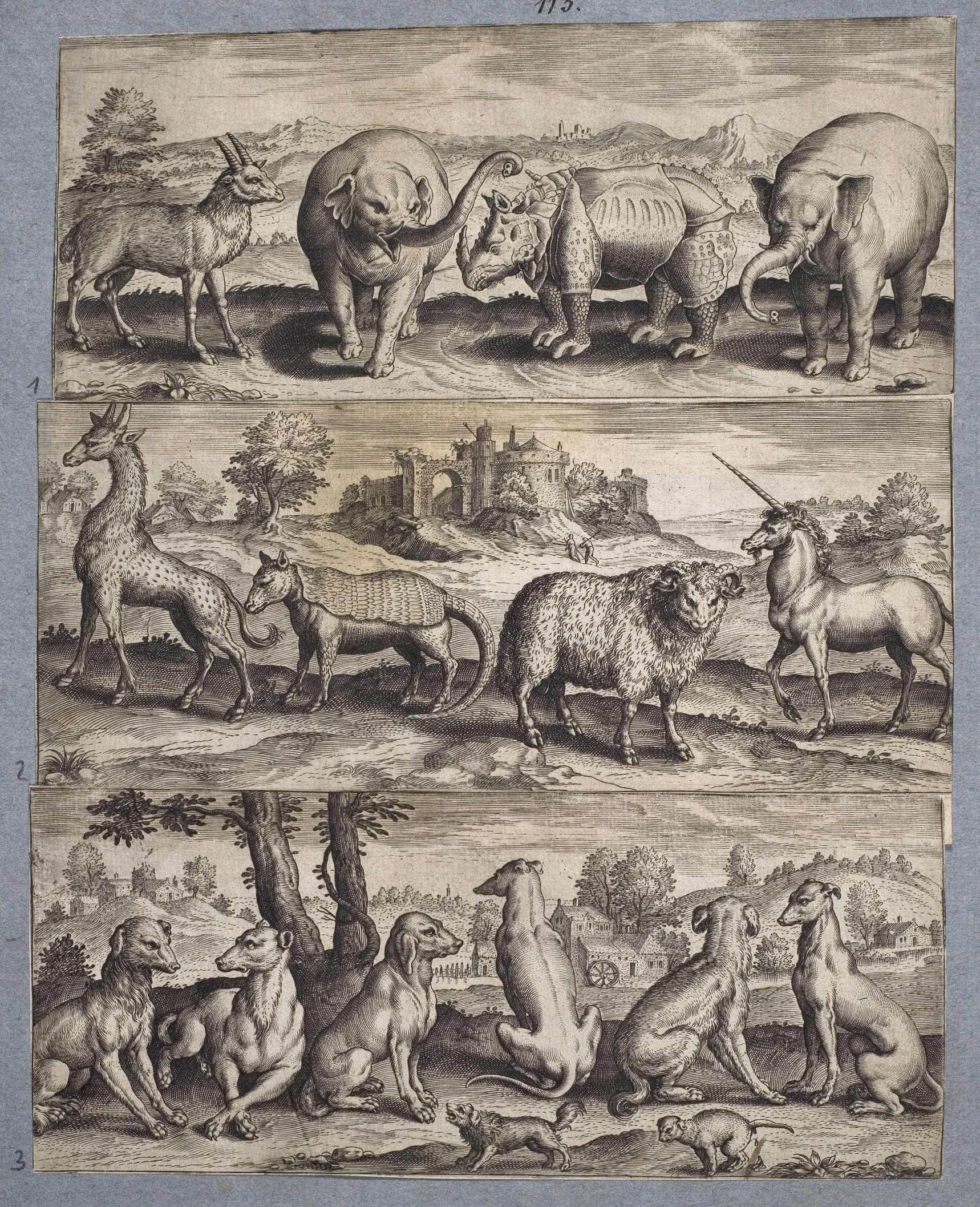
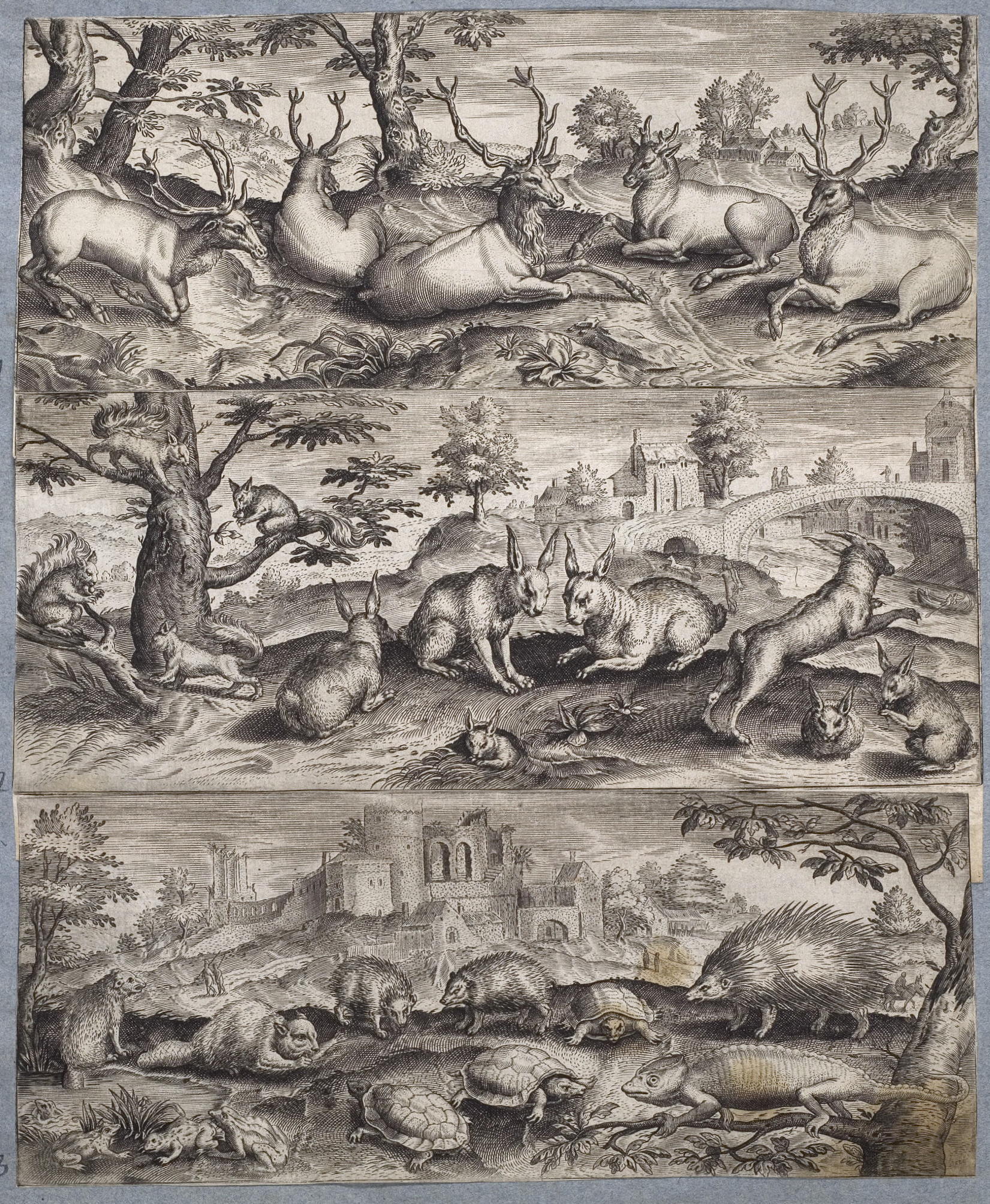
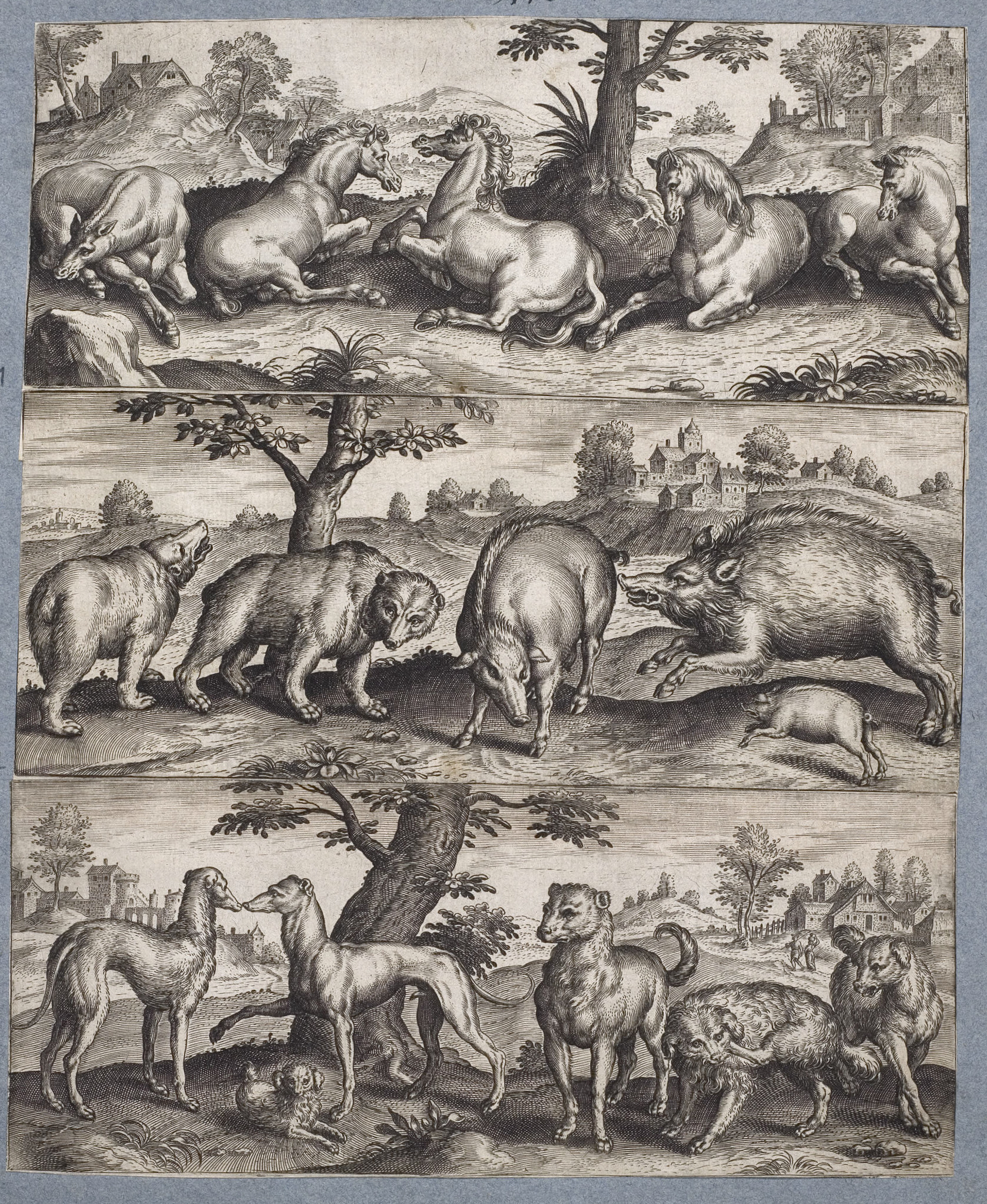
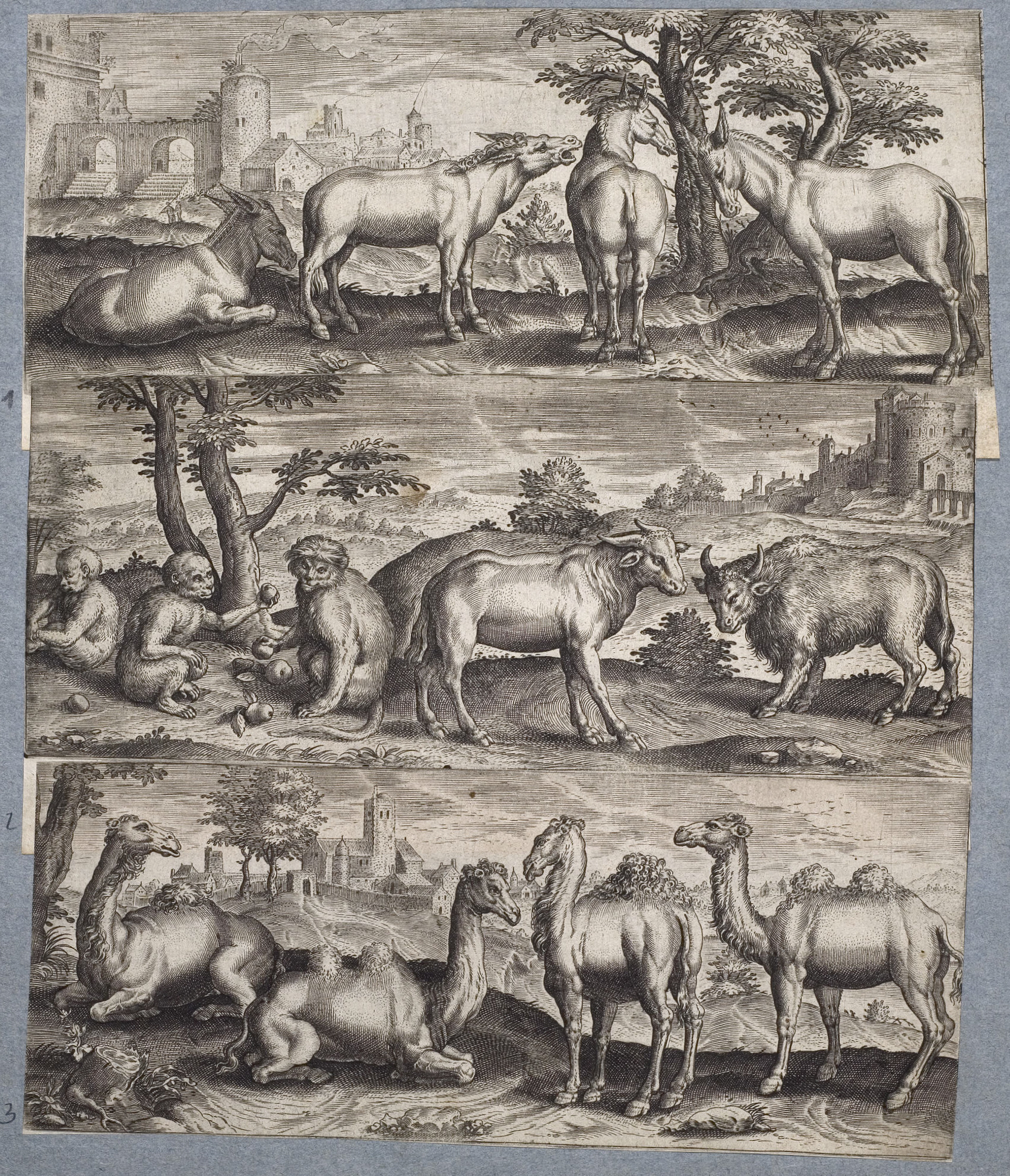
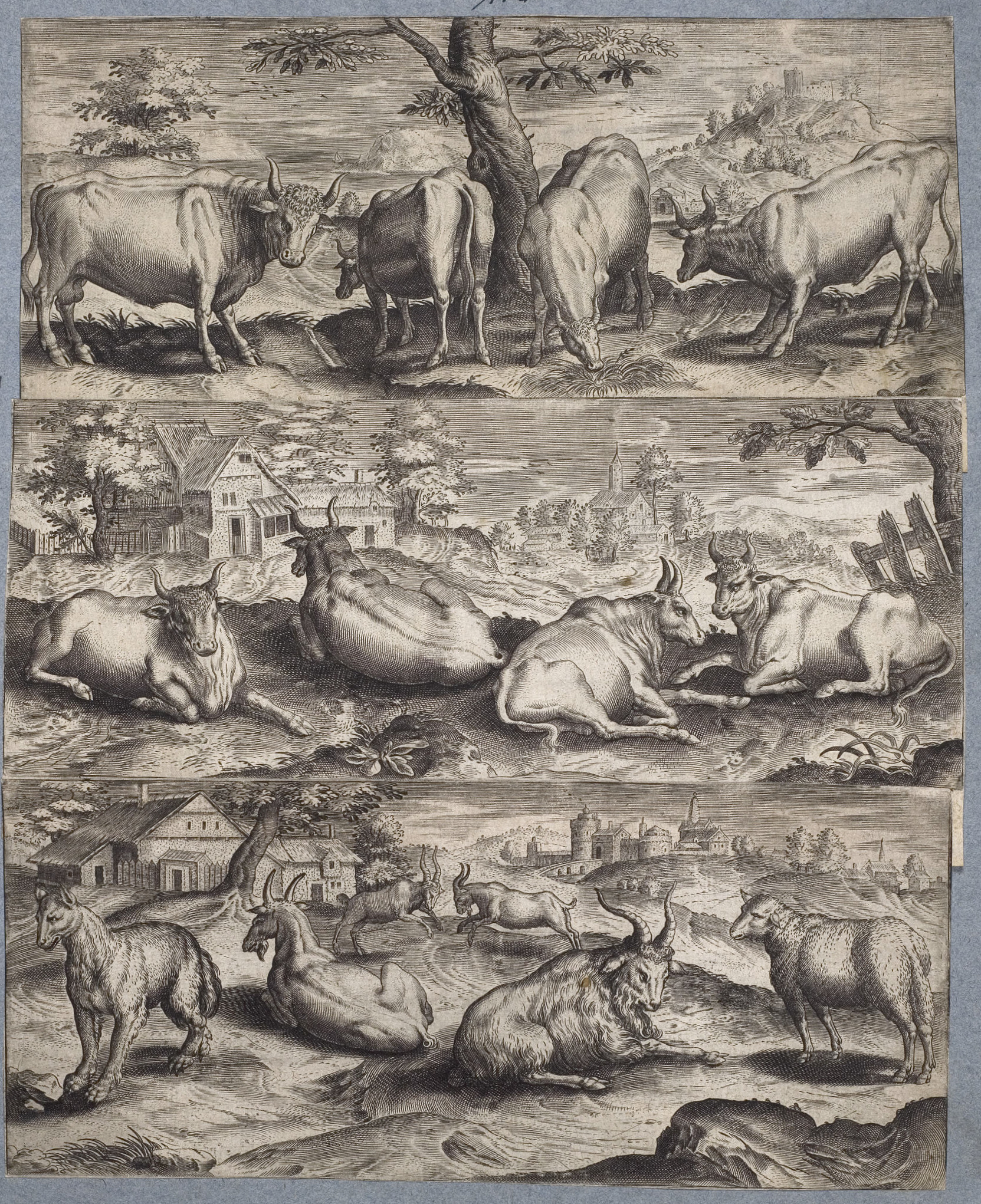

- Gemeinsame Normdatei: 1179973062
- International Standard Name Identifier: 0000 0000 6277 4387
- RKD-Nederlands Instituut voor Kunstgeschiedenis: 318174
- Virtual International Authority File: 89101195
- WorldCat: E39PBJpYvCr3XTqmkgXdDYQyVC